# Zanamivir
Zanamivir è un principio attivo antivirale appartenente alla famiglia degli inibitori della neuraminidasi. Viene utilizzato come farmaco antivirale nella profilassi e nel trattamento dell'influenza causata dal virus dell'influenza A e dal virus dell'influenza B. Zanamivir è stato il primo farmaco inibitore della neuraminidasi sviluppato commercialmente. In Italia il farmaco è venduto dalla società farmaceutica GlaxoSmithKline con il nome commerciale di Relenza nella formulazione di polvere per inalazione in contenitore monodose, contenente 5 mg di principio attivo.

## Farmacodinamica
La molecola è un inibitore selettivo della neuraminidasi, una proteina enzimatica di superficie del virus dell'influenza. 
La neuroaminidasi virale favorisce il rilascio delle particelle virali sintetizzate ex novo dalle cellule appena infettate. L'enzima sembra anche facilitare l'accesso del virus attraverso il muco verso la superficie delle cellule epiteliali: quest'azione agevola l'infezione di ulteriori cellule.

Zanamivir bloccando la neuroaminidasi limita pertanto la replicazione del virus di tipo A e di tipo B, entrambi responsabili dell'influenza, inibendo il rilascio di particelle virali infettive dalle cellule epiteliali del tratto respiratorio,  riducendo così la propagazione dei virus dell'influenza.
Gli studi clinici hanno dimostrato che zanamivir, negli adulti, allevia i disturbi dell'influenza e riduce la durata della sintomatologia in media di 1,5 giorni (con un range tra 1 e 2,5 giorni). Nei soggetti anziani con più di 65 anni di età e nei bambini di età compresa tra i 5 e 6 anni, la durata della sintomatologia non è ridotta in modo significativo. L'efficacia del farmaco è certamente maggiore se il trattamento è iniziato entro 36-48 ore dall'insorgenza dei sintomi. I pazienti affetti da influenza senza febbre (inferiore a 37,8 °C) non sembrano ricevere alcun beneficio dal trattamento.

## Farmacocinetica
Dopo inalazione per via orale circa il 4–17% della dose di zanamivir è assorbita a livello sistemico. La biodisponibilità  orale assoluta del farmaco è bassa, in media del 2%, con un range che varia dall'1% al 5%. Il picco della concentrazione sierica si registra entro 1-2 ore dalla somministrazione.
Dopo l'inalazione zanamivir si deposita ad alte concentrazioni lungo tutto il tratto respiratorio, quindi a livello del sito dell'infezione dell'influenza.
Il tratto dove zanamivir si deposita maggiormente è quello orofaringeo (in media il 78%) e da qui viene rapidamente eliminato verso il tratto gastrointestinale. Il deposito a livello polmonare varia tra l'8 e il 21%.
Tracce del farmaco possono essere presenti nell'espettorato e nel liquido di lavaggio nasale per almeno 12 ore dopo l'assunzione. Zanamivir negli animali oltrepassa la barriera placentare e viene secreto nel latte.
Il legame con le proteine plasmatiche è inferiore al 10%.

La molecola viene escreta per via urinaria come farmaco immodificato e nell'organismo umano non viene metabolizzata. Studi in vitro sembrano indicare che zanamivir non sia un substrato e non influenzi l'attività di una serie di isoenzimi del citocromo P450. L'emivita sierica dell'antivirale in seguito a somministrazione per inalazione orale, è compresa tra le 2,5 e le 5,1 ore.
L'eliminazione per via renale si completa entro 24 ore. Nei pazienti con compromissione renale l'emivita appare prolungata (fino a 18,5 ore in caso di grave insufficienza), ma non in misura tale da richiedere un aggiustamento della posologia. Non essendo metabolizzato non è richiesto alcun aggiustamento del dosaggio nei soggetti con insufficienza epatica.

## Usi clinici
Zanamivir è indicato nel trattamento dell'influenza, sostenuta sia da virus di tipo A che di tipo B. Oltre che negli adulti il farmaco può essere assunto da bambini di almeno 5 anni di età,  che manifestano i sintomi tipici dell'influenza in corso di epidemia influenzale nella comunità.
Il farmaco può essere utilizzato anche nella profilassi post esposizione dell'influenza, sostenuta sia da virus di tipo A che di tipo B dopo un contatto con un soggetto clinicamente diagnosticato in un nucleo familiare.
Zanamivir non può essere considerato una alternativa alla vaccinazione antinfluenzale stagionale.

La vaccinazione antinfluenzale pertanto continua a rappresentare il trattamento di prima linea per la profilassi dell'influenza.
L'uso appropriato della molecola per la prevenzione dell'influenza deve essere valutato caso per caso secondo le circostanze, le caratteristiche individuali e la protezione richiesta per la popolazione.

## Dosi terapeutiche
- Trattamento dell'influenza

Il trattamento deve iniziare prima possibile, entro 48 ore dall'insorgenza della sintomatologia negli adulti ed entro 36 ore dopo l'insorgenza dei sintomi nei bambini. La risposta terapeutica massima si ottiene se la somministrazione avviene entro le 30 ore.
Somministrato per via sistemica, il farmaco raggiunge concentrazioni ematiche elevate, ma non esplica attività antivirale, verosimilmente per la scarsa penetrazione a livello delle secrezioni bronchiali. Dal momento che l'inibizione della neuraminidasi avviene sulla superficie delle cellule epiteliali delle vie respiratorie, la molecola deve raggiungere adeguate concentrazioni nelle vie respiratorie.
Zanamivir viene perciò somministrato nel tratto respiratorio per via inalatoria orale ricorrendo ad uno specifico dispositivo inalatore, attivato all'atto inspiratorio del paziente e denominato 'diskhaler', fornito con la confezione del farmaco. Ogni singola inalazione comporta l'utilizzo di un contenitore monodose (blister) da 5 mg.
La dose raccomandata per la terapia dell'influenza, sia nell'adulto che nel bambino con più di 5 anni di età, è pari a 2 inalazioni da 5 mg, due volte al giorno, per 5 giorni. La dose totale giornaliera da inalarsi è quindi di 20 mg.
- Profilassi post esposizione

La dose raccomandata di zanamivir necessaria per prevenire l'influenza, a seguito di un contatto stretto con un individuo malato, ammonta a 2 inalazioni da 5 mg, una volta al giorno, per 10 giorni. Il trattamento deve essere iniziato il più presto possibile, e comunque entro 36 ore dal contatto con una persona con infezione attiva.

## Gravidanza ed allattamento
La sicurezza dell'impiego di zanamivir durante la gravidanza non è stata stabilita. Studi sperimentali in vivo (effettuati sul ratto e sul coniglio), hanno evidenziato che il farmaco oltrepassa la barriera placentare.
In questi animali, quando utilizzato a dosaggi elevati, zanamivir è stato associato ad alterazioni minori, ma mai a malformazioni. Il rischio potenziale nell'uomo resta comunque sconosciuto. Per tale motivo zanamivir non deve essere somministrato in gravidanza. La Food and Drug Administration ha classificato la molecola in categoria C per l'impiego in gravidanza. In questa classe sono inseriti farmaci i cui studi sugli animali hanno rilevato effetti dannosi sul feto, teratogenico/letale o altro, e per i quali non sono disponibili studi controllati in donne oppure farmaci per i quali non sono disponibili studi né sull'uomo né sull'animale.

Studi sperimentali in vivo (sul ratto) hanno dimostrato la secrezione di zanamivir nel latte materno. Allo stato attuale non è noto se questo passaggio si verifichi anche nell'uomo. Per questo motivo le donne che intendono allattare al seno non debbono assumere zanamivir.

## Interazioni
Zanamivir non si lega alle proteine plasmatiche e non viene metabolizzato a livello epatico. Queste caratteristiche della molecola rendono estremamente improbabili interazioni farmacologiche di significato clinico. 
Studi effettuati sulla co-somministrazione di zanamivir e vaccino anti-influenzale hanno evidenziato che l'antiretrovirale, somministrato per 4 settimane, non compromette la risposta immunitaria protettiva.